# Коліндрес
Коліндрес (ісп. Colindres) — муніципалітет в Іспанії, у складі автономної спільноти Кантабрія. Населення — 7826 осіб (2009).
Муніципалітет розташований на відстані близько 330 км на північ від Мадрида, 30 км на схід від Сантандера.

## Демографія
Динаміка населення (INE ):

## Галерея зображень

Розташування муніципалітету
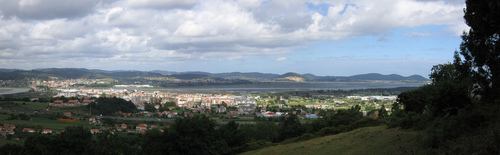
Коліндрес
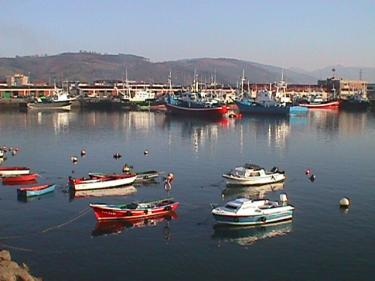
Човни у порту міста Коліндрес